# Лихтенштейн, Карл Эйсебиус
Карл Эйсебиус фон унд цу Лихтенштейн (нем. Karl Eusebius von und zu Liechtenstein, 13 сентября 1611 — 2 февраля 1684) — князь Лихтенштейн, представитель первой (Карловской) линии князей.

## Биография
После смерти своего отца, князя Карла I, несовершеннолетний Карл Эйсебиус находился под опекой своего дяди Максимилиана. Несколько лет путешествовал по Европе в рамках церемониальной поездки. В частности в период с 1629 по 1630 посетил Италию, где им было приобретено несколько предметов искусства, положивших начало его коллекции.
В 1632 году вступил во владение герцогствами Троппау и Егерндорф. С 1639 по 1641 годы был Верховным Главнокомандующим герцогств Верхней и Нижней Силезии.

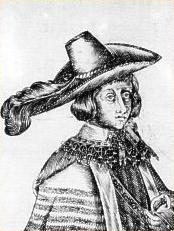
Портрет Карла Эйсебиуса

В отличие от предков, Эйсебиус вел миролюбивую внутреннюю политику. Основным направлением его деятельности было восстановление владений, которые пострадали в результате Тридцатилетней войны. Он терпел большие финансовые убытки, связанные с оспариванием Казначейством законности сделок по приобретению отцом Карла Эйсебиуса, князем Карлом I, его владений.
Большие финансовые расходы, тем не менее, не стали препятствием для Карла Эйсебиуса в его деятельности по обустройству владений. Карл Эйсебиус был известным конезаводчиком. Его конюшни были знамениты по всей Европе, он делал дорогостоящие подарки правящим монархам своего времени, в частности французскому королю Людовику XIV.
Карл Эйсебиус проявлял интерес к архитектуре и декоративному садоводству, положив начало парку Фельдсберг-Айсгруб. Он также написал трактат по архитектуре. В период с 1666 по 1669 по патронажем Карла Эйсебиуса был построен дворцовый комплекс Айсгруб (ныне на территории Чехии рядом с австрийской границей), куда он позднее перенес свою резиденцию из Фельдсберга.

### Княжеская коллекция Лихтенштейнов
Князь Карл Эйсебиус — основатель коллекции Лихтенштейнов, в которой собраны картины, а также иные предметы искусства со всей Европы. Коллекция формировалась несмотря на возникшие финансовые трудности. Отдельное место в коллекции занимает картинная галерея Лихтенштейнов. Сохранилось немало свидетельств сделок по покупке князем предметов искусства. Карл Эйсебиус стал первым из князей Лихтенштейна, кто систематизировал приобретение новых предметов коллекции. У него были обширные связи с торговцами по всей Европе, в частности с дилерами из Антверпена Александром и Вильхемом Форхуд (англ. Alexander and Wilhem Forchoudt), у которых была своя галерея в Вене (Judenplatz, Vienna). Свою коллекцию Князь разделил на несколько частей: в летнем дворце (имение Айсгруб) и его основной резиденции в Фельдсбруге, где картины экспонировались в специально построенном сооружении «крестовая палата». Под конец жизни Карла Эйсебиуса, его коллекция так разрослась, что он был вынужден отказываться от новых покупок, поскольку новые картины было некуда вешать.
После своей смерти в 1684 году своему сыну, князю Хансу Адаму, он оставил богатое наследство и обширную коллекцию предметов искусства, приумноженную впоследствии его сыном и другими потомками.